# Craig A. Evans
Craig A. Evans, né le 21 janvier 1952, est un bibliste américain, spécialiste du Nouveau Testament et du christianisme primitif. Il est l'auteur d'environ 70 livres et de plus 600 articles.

## Biographie
Diplômé en histoire et en philosophie du Claremont McKenna College, Craig Alan Evans est titulaire d'une maîtrise en théologie du Western Baptist Seminary de Portland (Oregon), et d'un doctorat en études bibliques de la Claremont Graduate University en Californie du Sud (1983). Sa thèse porte sur Isaïe 6:9-10 dans l'interprétation juive et chrétienne primitive.
Il est professeur émérite d'histoire du christianisme à l'Université baptiste de Houston.
Evans a été rédacteur en chef du Bulletin for Biblical Research de 1994 à 2005.

## Prises de position
Dans son ouvrage Fabricating Jesus: How Modern Scholars Distort the Gospels (2006), Craig A. Evans se montre sceptique envers la recherche actuelle sur le Jésus historique et l'accuse de déformer la figure historique de Jésus de Nazareth. Le livre est critique envers des spécialistes tels que Bart D. Ehrman, les membres du Jesus Seminar, Robert Eisenman, Morton Smith, James Tabor, Michael Baigent ou Elaine Pagels, tout en plaidant contre l'utilisation des Évangiles apocryphes, qu'Evans considère comme des œuvres tardives sans valeur historique.
L'ouvrage indique que le travail de Craig A. Evans a reçu l'approbation de plusieurs spécialistes du Nouveau Testament tels que James H. Charlesworth, Gerd Theissen, John P. Meier, Darrel L. Bock, Ben Witherington III et James D.G. Dunn.

## Principales publications

### Ouvrages
- Noncanonical Writings and New Testament Interpretati, Peabody, MA: Hendrickson Publishers. (1992)

- The Interpretation of Scripture in Early Judaism. Continuum International. (2000)
- Jesus and the Ossuaries. Waco, TX: Baylor University Press. (2003).
- Ancient Texts For New Testament Studies: A Guide To The Background Literature. Peabody, MA: Hendrickson Publishers. (2005)
- Fabricating Jesus: How Modern Scholars Distort the Gospels. Downers Grove, IL: InterVarsity Press. (2006)
- Jesus and His World: The Archaeological Evidence. Louisville, KT: Westminster John Knox Press. (2012)
- From Jesus to the Church: The First Christian Generation. Louisville, KT: Westminster John Knox Press. (2014)
- God Speaks: What He Says, What He Means. Franklin, TN: Worthy Publishing. (2015)
- Jesus and the Remains of His Day: Studies in Jesus and the Evidence of Material Culture. Shippensburg, PA: Destiny Image Publishers. (2015)

### Ouvrages en collaboration
- éd. avec Donald A. Hagner, Anti-Semitism and Early Christianity: issues of polemic and faith. Fortress Press. (1993)
- avec Peter Flint, Eschatology, Messianism, and the Dead Sea. Grand Rapids, MI: Eerdmans Books for Young. (1997)
- avec James A. Sanders, The Function of Scripture in Early Jewish and Christian Tradition. Continuum International. (1998)
- éd. avec Stanley E. Porter, Dictionary of New Testament Background. Downers Grove, IL: InterVarsity Press (2000)
- éd. avec Paul Copan, Who Was Jesus?: A Jewish-Christian Dialogue. Louisville, KT: Westminster John Knox Press. (2001)
- éd. avec John J. Collins, Christian Beginnings and the Dead Sea Scrolls. Grand Rapids, MI: Baker Academic. (2006)
- avec N. T.  Wright, Jesus, the Final Days: What Really Happened. Louisville, KT: Westminster John Knox Press. (2009)
- avec James A Beverley, Getting Jesus Right: How Muslims get Jesus and Islam Wrong. Pickering, ON, Canada: Castle Quay Books.  (2015)
- avec Jeremiah Johnston, Jesus and the Jihadis: Confronting the Rage of Isis: the Theology Driving the Ideology. Peabody, MA: Hendrickson Publishers. (2015)

### Articles
- On the Unity and Parallel Structure of Isaiah. Vetus Testamentum. 38 (2): 129–147. (1988)
- Assessing Progress in the Third Quest of the Historical Jesus. Journal for the Study of the Historical Jesus. 4 (1): 35–54. (2006)
- EHow Long Were Late Antique Books in Use? Possible Implications for New Testament Textual Criticism. Bulletin for Biblical Research. 25 (1): 23–37. (2015)